# Істлі (футбольний клуб)
«Істлі» (англ. «Eastleigh Football Club») — професіональний англійський футбольний клуб з однойменного міста з графства Гемпшир. Заснований 1946 року. Домашні матчі проводить на стадіоні «Тен Акрес» місткістю 5 192 осіб, 2 700 з яких мають змогу сидіти.